# Итинохе
Итинохе (яп. 一戸町 Итинохэ-мати) — посёлок в Японии, находящийся в уезде Нинохе префектуры Иватэ. Площадь посёлка составляет 300,11 км², население — 13 229 человек (1 августа 2014), плотность населения — 44,08 чел./км².

## Географическое положение
Посёлок расположен на острове Хонсю в префектуре Иватэ региона Тохоку. С ним граничат города Нинохе, Хатимантай, посёлки Ивате, Кудзумаки и село Кунохе.

## Население
Население посёлка составляет 13 229 человек (1 августа 2014), а плотность — 44,08 чел./км². Изменение численности населения с 1980 по 2005 годы:
| 1980 | 20 861 чел. |  |
| 1985 | 20 407 чел. |  |
| 1990 | 18 610 чел. |  |
| 1995 | 17 906 чел. |  |
| 2000 | 16 933 чел. |  |
| 2005 | 15 549 чел. |  |